# 绥滨县良种场
绥滨县良种场是位于中华人民共和国黑龙江省鹤岗市绥滨县的一个国有农场、事业单位，由绥滨县农业农村局管理，以忠仁镇良种场之名列为绥滨县的一个类似乡级单位。
2020年代初，绥滨县境内有九个乡镇、三个宝泉岭管理局管理的国有农场，以及四个类似乡级单位，良种场是其中之一，又称忠仁镇良种场。它和县种畜场是国有农场，兼有事业单位性质。日常事务中，绥滨县对良种场、种畜场的管理与普通乡镇不同。
2024年7月10日，绥滨县人民政府农业农村局公告，绥滨县良种场拟向事业单位登记管理机关申请注销登记，现已成立清算组。请债权人在90日内向清算组申报债权。

## 行政区划
国家统计局网站，忠仁镇良种场下辖以下地区：
忠仁镇良种场虚拟生活区。